# Ole von Beust
Ole von Beust (født Carl-Friedrich Arp Freiherr von Beust 13. april 1955 i Hamborg) er en tysk politiker, der  2001–2010 var førsteborgmester i Hamborg valgt for CDU. Fra 2007 til 2008 var han også præsident for Bundesrat. Han trak sig fra posten som førsteborgmester den 25. august 2010, og blev efterfulgt af Christoph Ahlhaus.
von Beust blev cand. jur. fra Universität Hamburg i 1983 og drev egen advokatvirksomhed. 
I 1971 meldte han sig ind i CDU og blev i 1973 ansat som assistent for CDU i Hamburgische Bürgerschaft. Fra 1977 til 1983 var han landsformand for Junge Union, CDU og CSU's ungdomsorganisation, og i 1978 blev han medlem af Bürgerschaft. Han blev medlem af ledelsen af CDU i Hamborg i 1992  og siden 1998 desuden medlem af landsledelsen. I 1993 blev han formand for CDU's gruppe i Hamburgische Bürgerschaft og i 1997 partiets spidskandidat. Han trak sig tilbage.
Ved valget i 2001 lykkedes det trods tilbagegang for CDU von Beust at danne regering med Rechtsstaatlicher Offensive og FDP. Han blev således den anden førsteborgmester i byen, der repræsenterer CDU. Den første var Kurt Sieveking.